# لينا كودريافتسيفا
لينا الكسندروفنا كودريافتسيفا (الروسية:Лина Александровна Кудрявцева، ولدت في 4 نوفمبر 2002) هي لاعبة تزلج روسية، زوجي مع شريكها السابق في التزلج إيليا سبيريدونوف، حصلت على الميدالية البرونزية في بطولة سلسة التحدي أندريه نيبيلا لعام 2018، كما توجت بلقب بطلة سلسة التحدي دينيس تن التذكاري لعام 2019.